# Feteira (Angra do Heroísmo)

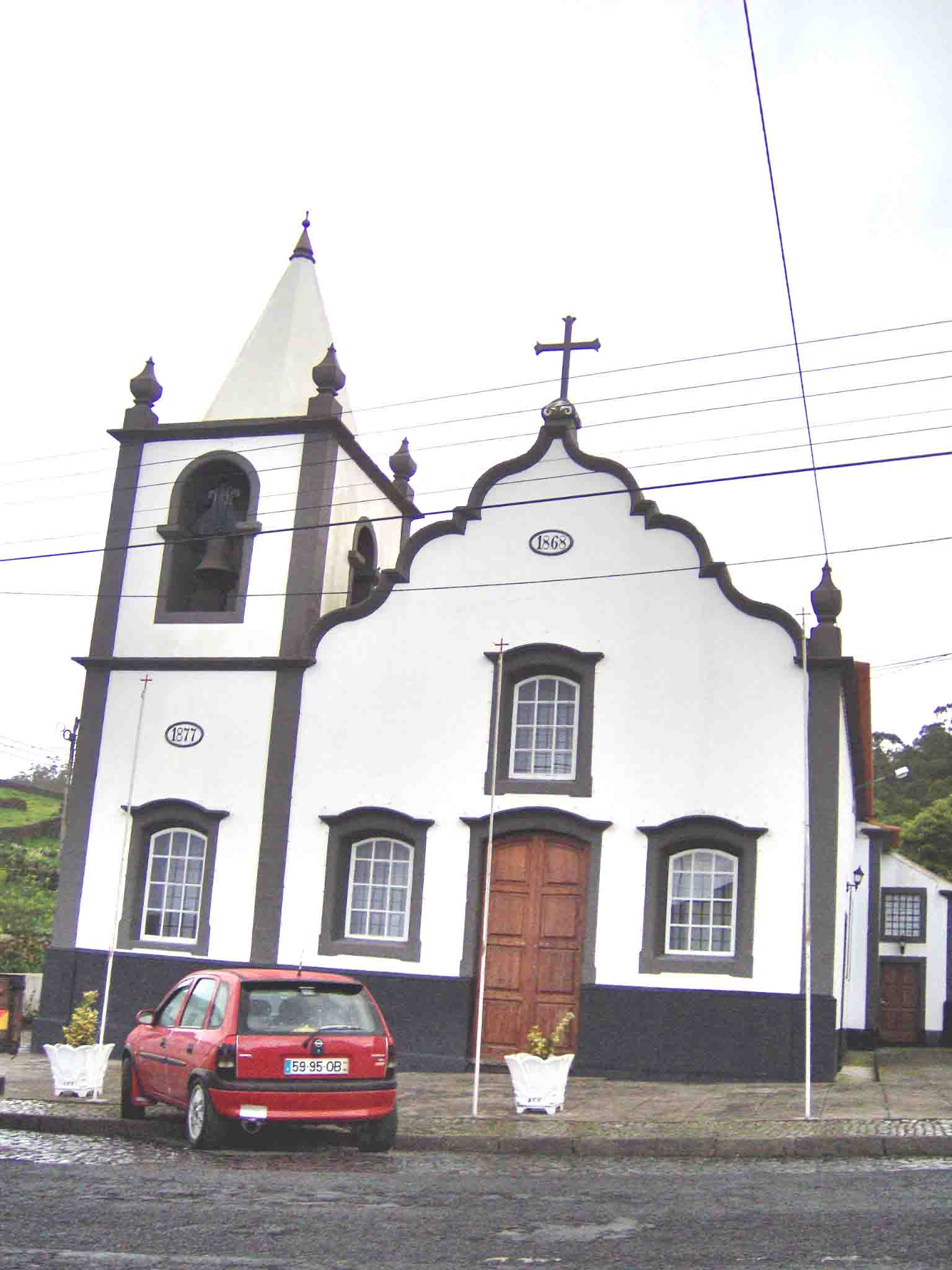
Igreja paroquial da Feteira.

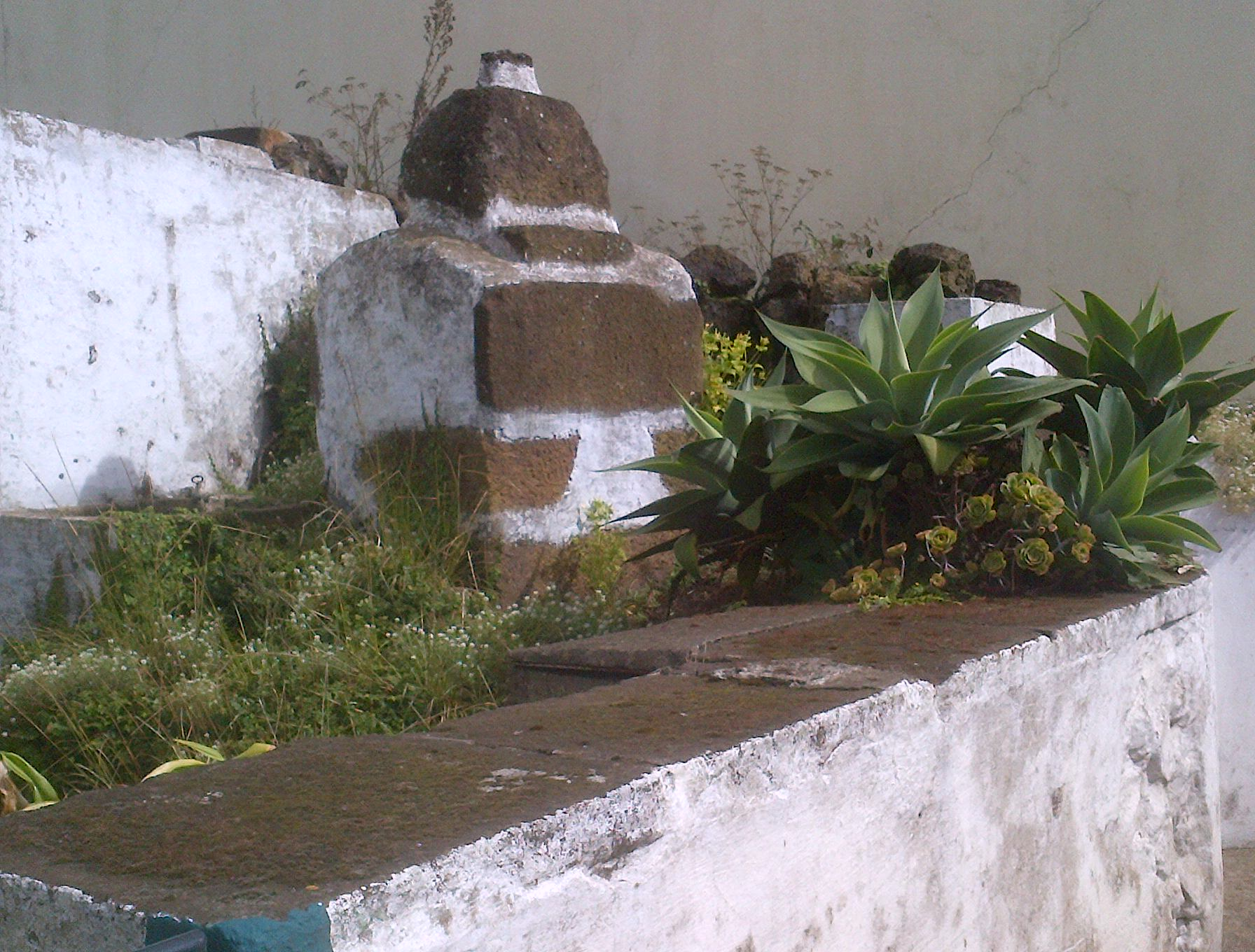
Marco dos limites de Angra com a Vila de São Sebastião-Porto do Judeu pela carta régia de D. Manuel I em 12 de Fevereiro de 1502, onde refere "da parte do poente [da Vila de São Sebastião] pelo Biscoito das Féteiras linha direita até outra banda do norte..." onde demarcaram nos limites da Serreta com o Raminho.

Feteira é uma freguesia portuguesa do município de Angra do Heroísmo, nos Açores, com 3,08 km² de área e 1343 habitantes (censo de 2021). A sua densidade populacional é 436 hab./km².
Localiza-se na costa sul da ilha Terceira, cerca de 7 km a leste da cidade de Angra do Heroísmo, confinando a leste e a norte com a freguesia do Porto Judeu, a noroeste e oeste com a freguesia da Ribeirinha e a sul com o mar.
A freguesia foi criada por Decreto de 30 de novembro de 1906 a partir de território que anteriormente fazia parte da freguesia da Ribeirinha.
O orago da paróquia católica do mesmo nome é Nossa Senhora das Mercês.

## Descrição
Com apenas 3 km² de área, Feteira é a mais pequena freguesia rural da ilha Terceira, ocupando em área o 26.º lugar a nível de ilha e o 16.º a nível de concelho de Angra do Heroísmo. O seu território é sensivelmente triangular, encravada em cunha entre o mar e as freguesias da Ribeirinha e do Porto Judeu, com uma configuração que reflete, a leste, o limite o antigo concelho da Vila de São Sebastião. Desenvolve-se ao longo de uma vertente inclinada em direção ao sul, frente aos Ilhéus das Cabras, os quais lhe dão um encanto especial.

### Delimitação da freguesia
O limite leste da freguesia foi por diversas vezes alterado no período entre 1911 e 1928, tendo o território situado entre a Canada do Parada e a Canada do Colério (na documentação mais antiga referida por Canada do Clero), bem como os ilhéus das Cabras, sido repetidamente permutado com a freguesia do Porto Judeu.
Por Decreto de 28 de janeiro de 1911, assinado por Afonso Costa, republicado no Diário do Governo n.º 25 de 1 de Fevereiro de 1911, afirma-se que «a delimitação actual da freguesia de Nossa Senhora das Mercês da Feteira, feita arbitrariamente, traz graves inconvenientes» pois «injustificadamente se mutilou a freguesia de Porto Judeu, encravando-se um extremo natural dela na nova freguesia da Feteira e dando-se à freguesia de Porto Judeu, como compensação, o Ilhéu das Cabras, que pela sua situação geográfica deveria pertencer à freguesia da Feteira». Em consequência, aquele decreto determina que «a freguesia da Feteira seja limitada ao nascente pelas Canadas das Vinhas e do Parada, ficando a pertencer-lhe ainda o Ilhéu das Cabras, e incorporando-se na freguesia de Porto Judeu os terrenos que, a oriente da nova linha divisória, pela antiga divisão pertenciam à freguesia da Feteira».
Aquela solução, contudo, não agradou a todos e por decreto de 8 de Fevereiro de 1913 foi declarado sem efeito o decreto de 1911, determinando, «como requere a comodidade dos povos, segundo as informações havidas», que os limites da freguesia sejam «pelo lado do nascente a Canada do Clero e o Pico da D. Joana».
Mas a saga dos limites não se ficou por aqui, pois, duas semanas mais tarde, foi publicado o «Decreto de 22 de Fevereiro, declarando sem efeito o decreto de 8 do mesmo mês, relativo à conservação dos antigos limites da freguesia das Mercês da Feteira», pelo qual se dava por sem efeito o decreto de 8 do mesmo mês, pois «constando oficialmente que o decreto de 8 do corrente ... é bastante prejudicial aos povos da freguesia do Porto Judeu», o mesmo não devia portanto vigorar. Ficava assim o limite da freguesia reposto na Canada do Parada.
A atual delimitação apenas seria fixada pelo Decreto n.º 15435, de 9 de maio de 1928, que «põe novamente em vigor o decreto de 8 de Fevereiro de 1913, pelo qual foram fixados os limites da freguesia de Nossa Senhora das Mercês da Feteira, do distrito e concelho de Angra do Heroísmo, ficando assim nulo e de nenhum efeito o de 22 do mesmo mês e ano, que revogou aquele diploma». Este diploma atende a uma reclamação dos moradores do território situado entre a Canada do Parada e a Canada do Clero (ou Colério) que a fundamentavam «no facto de residirem a mais de 2,5 km da paroquial do Porto Judeu, o contrário do que se dá com a da Feteira, cuja distância é apenas de meio quilómetro, pouco menos, acrescendo a circunstância de ser um caminho muito mais suave». A partir dessa data os limites mantiveram-se inalterados.

### Geomorfologia
O território da freguesia localiza-se no flanco sul do estratovulcão dos Cinco Picos, estendendo-se pela zona de rápida transição de declive que marca o bordo sul do planalto da Achada. A parte mais alta da freguesia, aplainada e quase desprovida de relevo, corresponde ao extremo sudoeste da planície da Achada, estendendo-se o resto da freguesia por uma zona de forte declive, orientada em direção ao sul, que termina na linha de costa. Esta zona de forte declive corresponde ao bordo do maciço vulcânico, encontrando-se marcada na parte sudoeste, ao longo do limite com a freguesia da Ribeirinha, pela estrutura tectónica que corresponde ao prolongamento até ao mar da Serra da Ribeirinha.
A parte terminal da Serra da Ribeirinha, com orientação preferencial NW-SE, desde a zona conhecida pelo Barro Vermelho até ao mar, corresponde a uma zona de afloramentos traquibasálticos antigos, muito trabalhados pela erosão, sobre uma estrutura fortemente modificada pelo tectonismo. Esta zona é atravessada por um expressivo alinhamento, que corresponde à fratura que originou face interna da Serra da Ribeirinha e se prolonga para o mar até aos ilhéus das Cabras, os quais atravessa originando o canal que separa os dois ilhéus. Os movimentos verticais associados a esta falha explicam o desnível entre o planalto da Achada e a Serra da Ribeirinha e entre os dois ilhéus das Cabras, com o mais a oeste claramente rebaixado. Em consequência deste relevo, a zona da freguesia mais próxima do mar mereceu o topónimo de Serretinha, designação recorrente na toponímia açoriana, sob as formas de serreta e de serretinha, como diminutivo de serra, reflexo da abundância de colinas e do forte declive do terreno naquela área.
No extremo nordeste da freguesia, junto à divisória com o Porto Judeu, ergue-se o Pico da Dona Joana, um cone vulcânico de escórias basálticas, constituído por piroclastos negros relativamente grosseiros, do tipo designado por bagacina preta. O cone, com base quase circular e cerca de 500 m de diâmetro, está esventrado em direção ao sudoeste, com a parte exposta da cratera a uma cota aproximada de 262 acima do nível médio do mar. A parte mais alta do cone, na cumeada norte e nordeste, atinge os 331 m de altitude.
O território da freguesia foi atravessado, numa direção quase norte-sul, por uma escoada lávica, constituída por lava basáltica muito fluida, originada pelo transbordo, nas imediações do atual Pico da Cruz, do grande lago de lava que se formou no interior da Caldeira de Guilherme Moniz aquando da última erupção do Algar do Carvão, há cerca de 2000 anos. A escoada produziu uma faixa de terreno de biscoito, que na zona em que atravessa a freguesia da Feteira tem de 400 a 600 m de largura. Nessa faixa, conhecida por Biscoito da Feteira, o terreno está recoberto por uma camada de basalto, que raramente ultrapassa os 5 m de espessura, com superfície muito rugosa e irregular, particularmente nas zonas de maior declive junto à costa, na qual a inclinação do terreno forçou grandes blocos de lava semi-endurecida a rebolar sobre a escoada. A lava atingiu o mar no lugar da Serretinha dando origem a um "delta lávico" com cerca de 1,6 km de frente na zona de entrada no mar, que originou uma estreita fajã lávica, atualmente conhecida por Fajã do Fischer. Trata-se da parte terminal de uma das mais extensas escoadas de lavas existentes nos Açores, com cerca de 14,7 km de comprido entre o foco eruptivo e a costa da Feteira (a escoada ramifica-se na zona do Pico da Cruz, com um segundo ramo a dirigir-se para norte, estendendo-se até à Canada das Vinhas, na vila das Lajes).
A linha de costa, com cerca de 2 km de comprimento, é relativamente linear, com exceção de algumas pequenas calhetas localizadas ao longo da zona de entrada da escoada lávica no mar, particularmente a leste da Fajã do Fischer. A costa é baixa, rochosa e desprovida de areia, com extensos mantos de calhau rolado nas zonas mais reentrantes. A falésia costeira nunca excede os 15 m de altura, tornando fácil o acesso ao mar, particularmente no litoral da Fajã do Fischer e na zona que bordeja o Caminho da Esperança. No extremo oeste da freguesia, confinando com o extremo ocidental da Fajã do Fischer, existe um curto troço de arriba fóssil, resultada da formação daquela fajã lávica, que se prolonga para oeste pela alta arriba situada abaixo da Ladeira Grande, a qual marca a entrada da Serra da Ribeirinha no mar.
A existência da escoada lávica proveniente da Caldeira de Guilherme Moniz desde muito cede suscitou a atenção dos autores que descreveram a ilha. O padre Jerónimo Emiliano de Andrade, na sua Topografia, afirma que «Apesar de coberto de uma dura, e negra lava, que desce até ao mar, está todo cheio de vinhas, e de arvoredos, que o tornam de verão mui delicioso e aprazível». Também Francisco Ferreira Drummond, nos seus Apontamentos, afirma que «Parece que esta ilha teve contra si em tempos muito anteriores ao seu descobrimento todos os elementos conspirados. Por toda a parte o curioso viajante encontra largo assombro. Medonhas ribeiras, grotas profundas, efeitos de espantosos aluviões que rasgaram o seu seio. Violentíssimos terramotos balouçaram e aluíram os seus fundamentos: e o fogo inimigo façanhoso e voraz saiu de vez em quando como a disputar-lhe a primazia, e adiantar-lhe os passos. O que mui sobejamente atestam os terrenos queimados, ou os "mistérios" como vulgarmente se lhes chama cá nas ilhas. Assim é que achámos na parte do sul, o biscoito da Feteira, um dos mais extensos, porquanto se estende desde a "terra brava", até ao mar do sul em distância de três léguas, com mais de um quarto de largo, uma parte do qual se acha à beira-mar, cultivado de vinhas e arvoredo».

### Hidrografia e hidrologia
O território da freguesia não apresenta rede hidrográfica organizada, sendo apenas percorrido por pequenos cursos de água efémeros (designados por grotas) com algumas centenas de metros de comprimento. A exceção são os terrenos sitos no extremo nordeste da freguesia, os quais drenam para a Grota do Tapete, um curso de água que desagua no território da freguesia do Porto Judeu.
A Feteira é manifestamente pobre em recursos hídricos, o que dificultou o seu povoamento. Não existem nascentes de relevo, com exceção da pequena Fonte da Lajinha, no noroeste da freguesia, e das nascentes de maré situadas ao longo da orla costeira. O acesso ao aquífero basal, o único aquífero de relevo conhecido naquela zona da ilha, é muito difícil, o que impede a construção de poços. Para além da água da chuva captada para cisternas, toda a água para consumo humano e rega tem de ser conduzida do exterior da freguesia.
Sobre a crónica falta de água no lugar, Jerónimo Emiliano de Andrade, na sua Topografia, afirma que no seu tempo o povo da Feteira sofria «a penúria das águas para usos domésticos», razão pela qual tentavam suprir essa dificuldade com a construção de «casas ou depósitos de águas das chuvas, escavados nas terras». Apenas em 1878 se construiu um sistema de adução de água a partir das nascentes do Cabrito, datando desse ano a construção dos três chafarizes que passaram a abastecer a população.

### Solos e clima
A parte mais alta da freguesia, em terrenos integrantes da planície da Achada, apresenta solos relativamente profundos e férteis, maioritariamente derivados de andossolos, atualmente quase exclusivamente ocupados por pastagens. No extremo oeste da freguesia, na zona do Barro Vermelho, predominam os solos delgados, muito erodidos e com numerosos afloramentos rochosos, incluindo algumas zonas ricas em almagres resultantes do recozimento dos solos pela escoada lávica que atravessa aquela área.
Os solos na zona mais próxima da costa são também profundos e férteis, derivados de piroclastos antigos muito alterados, embora sejam frequentes áreas, particularmente em zonas de maior declive, em que a erosão já removeu os horizontes mais superficiais, deixando solos manifestamente grosseiros e mesmo algo incipientes. Nessa zona, embora predominem as pastagens semipermanentes, existe uma relativa diversidade cultural, com cultivo de milho de primavera, hortícolas e alguns pomares.
Sobre a escoada lávica que atravessa a freguesia, e em particular na zona deltaica próxima da costa, os solos são os típicos regossolos basálticos dos biscoitos açorianos, essencialmente constituídos por basaltos fortemente fraturados com acumulação de matéria orgânica nas depressões e fissuras. Na parte mais alta estes terrenos foram essencialmente floresta, sendo hoje em boa parte ocupados por matos de Pittosporum undulatum (incenso), embora a extração de basalto para a produção de britados ocupe parte importante da área. A parte mais baixa foi quase totalmente convertida em curraletas ocupadas por vinhedos e pomares, estando na atualidade quase totalmente abandonados ou ocupados por construções. As zonas mais baixas, onde se situavam as melhores vinhas, são atualmente um espaço maioritariamente urbanizado, retalhado por novas vias que cortam matos de P. undulatum e Myrica faya.
Situada numa área de forte declive orientado em direção ao sul, a parte mais baixa apresenta elevada insolação e um clima comparativamente seco e ameno, o que, associado ao excelente enquadramento paisagístico, explica o surto de construção de habitações que ali se verifica. Contudo, as secas são frequentes, o que dificulta as culturas.
Em resultado da altitude (superior a 150 m acima do nível médio do mar) e a orientação, a parte alta da freguesia, incluindo a zona habitada ao longo da estrada que liga Angra do Heroísmo a São Sebastião, particularmente o troço a leste da igreja paroquial, é sujeita a frequentes nevoeiros orográficos, particularmente quando a situação meteorológica resulta da presença de massas de ar tropical marítimo (mT), saturado de humidade, e o vento sopra de sul ou de sueste, situação frequente nos meses de Maio e Junho.

## Demografia e estrutura urbana
Embora com algumas diferenças resultantes da geomorfologia do seu território, a freguesia da Feteira apresenta uma estruturação urbanística que segue o padrão mais comum entre os povoados da ilha Terceira, com predominância do desenvolvimento linear seguindo as principais estradas que a atravessam. Na fase inicial do povoamento do território da atual Feteira, a área era percorrido por dois caminhos de sentido leste oeste: (1) a Canada da Praia, na parte alta da freguesia, correspondendo ao antigo caminho que ligava Angra à Praia, passando por São Bento, Canada da Ribeirinha, Canada do Lameirinho, Ladeira Grande, Pico da D. Joana, onde derivava para a desaparecida povoação de Sant'Ana da Porta Alegre, e daí até à Ribeira Seca e Fonte do Bastardo; e (2) o caminho que, derivando do anterior no lugar da Ladeira Grande, se prolongava pelo Caminho da Esperança e Caminho do Rei até ao Porto Judeu e daí pelo Caminho da Vila até São Sebastião. Entre estes dois caminhos estendiam-se algumas canadas, de direção sensivelmente norte-sul, com destaque para a Canada das Vinhas. Apenas nos séculos XIX e XX a construção da nova "estrada real", hoje a estrada regional Angra-Praia, veio sobrepor uma nova lógica viária à região, criando um novo eixo este-oeste, quase paralelo aos anteriores, situado a meia distância entre a Canada da Praia e o Caminho da Esperança.
A povoação inicial instalou-se em torno da Ermida das Mercês, no área de influência da Canada das Vinhas. A partir daí, prolongou-se em direcção ao litoral, com habitação, embora esparsa, no Caminho do Rei e na atual Serretinha, e depois ao longo do eixo criado pela estrada Angra-Praia, ganhando aí a típica configuração linear predominante nas freguesias rurais terceirenses. A Canada da Praia, mais alta, nunca atraiu população. Dessa evolução resultaram três estruturas urbanas distintas:
- As Mercês, o núcleo de povoamento mais antigo, relativamente denso e de configuração complexa, com as habitações a localizarem-se ao longo das estreitas e encurvadas canadas que em tempos davam acesso às vinhas e pomares ali existentes. Instalado sobre terreno maioritariamente de biscoito e com uma excelente panorâmica sobre o mar e os ilhéus a sul, este núcleo urbano tem vindo a densificar-se com numerosas vivendas de construção recente. O núcleo não apresenta limites claros a norte e a sul, fundindo-se em cada uma destas direções, respetivamente, com o núcleo linear instalado ao longo da estrada Angra-Praia, e com a Serretinha.
- A Estrada Regional (nalguns pontos designada Galhardo, noutros Caminho da Cidade), suportando um núcleo de povoamento do tipo linear que se prolonga, com poucas interrupções, desde a Ladeira Grande até à Canada do Colério, com importantes núcleos junto à igreja e na Ponta Nova. Corresponde à parte mais povoada da freguesia, com um carácter marcadamente linear, já que as canadas que dela derivam, com exceção das localizadas no núcleo das Mercês, são comparativamente curtas e esparsamente habitadas.
- A Serretinha, incluindo o Caminho do Rei, a Fajã do Fischer e os Caminhos das Vinhas e da Esperança, forma um núcleo em rápida expansão, constituído maioritariamente por vivendas isoladas e de boa qualidade, servindo de dormitório à cidade de Angra. A Fajã do Fischer alberga um hotel de média dimensão constituído por apartamentos em edifícios destacados.

A freguesia foi criada por decreto de 30 de novembro de 1906, com lugares das freguesias de Ribeirinhas e Porto Judeu 

## Demografia
A população registada nos censos foi:
| Distribuição da População por Grupos Etários | Distribuição da População por Grupos Etários | Distribuição da População por Grupos Etários | Distribuição da População por Grupos Etários | Distribuição da População por Grupos Etários |
| -------------------------------------------- | -------------------------------------------- | -------------------------------------------- | -------------------------------------------- | -------------------------------------------- |
| Ano                                          | 0-14 Anos                                    | 15-24 Anos                                   | 25-64 Anos                                   | > 65 Anos                                    |
| 2001                                         | 236                                          | 162                                          | 545                                          | 101                                          |
| 2011                                         | 224                                          | 152                                          | 727                                          | 136                                          |
| 2021                                         | 218                                          | 148                                          | 781                                          | 196                                          |

Nota: ★) A atual freguesia era um curato da freguesia da Ribeirinha.
Fonte: DREPA (Aspectos demográficos - Açores 1978) e Serviço Regional de Estatística dos Açores (SREA).
A evolução da freguesia da Feteira foi marcada pela emigração, primeiro para o Brasil, depois para os Estados Unidos e finalmente para o Canadá. Ao longo do século XX, a população da freguesia foi controlada pelas políticas de imigração dos Estados Unidos: a entrada em vigor do Johnson-Reed Act, fixando quotas que excluíam quase totalmente os cidadãos portugueses, restrição que se prolongou até depois da Segunda Guerra Mundial, induziu um crescimento da população que se prolongou até meados da década de 1960; depois, graças à facilitação da emigração açoriana para os Estados Unidos em consequência do Kennedy-Pastore Act, a população entrou em declínio. Nas últimas décadas a freguesia foi progressivamente transformada numa zona residência suburbana, o que levou à estabilização da população, verificando-se mesmo um modesto crescimento nos últimos anos, em boa parte devido à fixação de famílias jovens, essencialmente de profissionais urbanos relativamente afluentes, na Serretinha e Canada das Vinhas, áreas de expansão urbana constituída por modernas vivendas.
As aparentes oscilações da população residente entre 1911 e 1930 são o resultado das alterações da delimitação leste da freguesia, em resultado da qual parte da população da Ponta Nova e áreas para leste da Canada do Parada foi considerada em 1920 como residentes no Porto Judeu.
Em 1991, a Feteira tinha 403 edifícios e 909 habitantes.

## Economia
Do ponto de vista económico, a freguesia da Feteira é uma freguesia rural de transição, marcada pela sua ruralidade e com uma economia largamente assente na bovinicultura para produção de leite, mas onde já se sente o efeito da periferia da cidade de Angra do Heroísmo, dominada pelo setor dos serviços.
Assim, apesar da agropecuária ainda manter um papel dominante, destaca-se o comércio e alguns ramos industriais, como a panificação, o fabrico e comércio de materiais de construção civil, as oficinas mecânicas e o comércio de sucatas e a ganadaria. Ao longo das últimas décadas tem havido um significativo crescimento dos residentes que trabalham na cidade de Angra do Heroísmo, dando à freguesia, em particular à Serretinha, um crescente carácter de zona residencial suburbana.
A construção de um apart-hotel na Fajã do Fischer pareceu marcar uma nova fase na economia da freguesia, mas a estrutura não teve sucesso e encontra-se encerrado. A estrutura teve a sua primeira pedra colocada em Setembro 2005 e abriu em Julho 2008, mas volvido cerca de um ano e meio, fechou por insolvência da Azores Internacional Tourism Club Hotel, SA, a empresa proprietária. O hotel dos franceses, como ficou conhecido, inicialmente baptizado de Atlantis, abrira portas como Resort Terra do Mar e chegou a ter 80 trabalhadores.

## História
Durante a fase do povoamento da ilha, entre meados do século XV e meados do século XVI, o território que constitui a atual freguesia da Feteira era uma zona de fronteira entre as várias jurisdições, tanto na divisão da ilha em capitanias como na delimitação concelhia. Inicialmente na zona de influência do primeiro núcleo populacional do leste da Terceira, o lugar, depois paróquia, de Santa Ana da Porta Alegre, criado pelos primeiros povoadores na planície a leste do Pico da D. Joana, e depois, quando aquele povoado perdeu influência e foi absorvido pela atual vila de São Sebastião, na esfera de influência desta. Com estruturação paroquial e concelhia, que resultou da densificação do povoamento ao longo da primeira metade do século XVI, acabou integrado na paróquia de São Pedro da Ribeirinha, da qual apenas se autonomizaria nos inícios do século XX, mais concretamente em 1906.
No que respeita à divisão das capitanias, aquando da primitiva divisão do território da Terceira, feita em 1474, entre as capitanias da Praia e de Angra, o limite na costa sul da ilha foi fixado no atual Marco Velho, seguindo uma linha provavelmente coincidindo com a margem leste do biscoito da Feteira. Assim, aquele limite coincidia com o termo da paróquia da Ribeirinha (na configuração que teve até 1906), ficando aquela freguesia, que incluía o território da Feteira, inteiramente no território da capitania angrense. O topónimo "Marco", presente em diversos pontos da freguesia, tem origem no marco que assinalava a demarcação entre as capitanias.
A situação atrás descrita alterou-se em 1565, quando, ouvidas pessoas experientes na geografia da ilha, por acórdão de 1565 do Tribunal da Relação da Corte, em pleito que longamente opôs os capitães do donatário de Angra e Praia, respetivamente Antão Martins e Manuel Corte-Real, o limite avançou cerca de 1 km para oeste, para a atual Canada do Marco. A demarcação final foi feita, recorrendo a pilotos, e ficou concluída a 8 de julho de 1565, pondo termo a um pleito que durava há várias décadas (pelo menos de 1525) sobre o limite dos Altares. Em consequência, a parte leste da freguesia, entre a Canada dos Clérigos e a Canada do Marco, incluindo toda a Ponta Nova, pertencia à capitania da Praia, enquanto a parte oeste, da Canada do Marco à Ladeira Grande, pertencia à capitania de Angra. Esta divisão não foi pacífica, tendo requerido a intervenção real, e materializou-se na instalação de um marco (ainda lembrado pela toponímia do local onde se situou, a Canada do Marco).
No vertente municipal a freguesia da Ribeirinha pertencia ao termo da cidade de Angra, embora se saiba que em 1468 a freguesia da Ribeirinha, a cujo território o povoado da Feteira depois pertenceu, era curato sufragâneo da paroquial de São Sebastião. Em 1568 já estava criada a paróquia de São Pedro da Ribeirinha, estando nela incluído o território da atual Feteira. Neste contexto, quando se estruturaram os concelhos terceirenses, o limite da Ribeirinha, que então se estendia até ao final do biscoito da Feteira, passou a ser a fronteira entre os concelhos de Angra e de São Sebastião. A parte a leste daquele biscoito, entre a Canada do Marco e o atual limite da freguesia, era território do Porto Judeu e, por essa via, do concelho da Vila de São Sebastião. Tal explica as sucessivas alterações do termo leste da freguesia que ocorreram entre 1911 e 1928 (ver acima).
Localizada nesta posição periférica e numa área muito pobre de água, cuja disponibilidade constituía o principal fator limitante ao povoamento, o nascimento do povoado que deu origem à atual Feteira foi lento e tardio. A povoação original nasceu de um pequeno núcleo populacional que se formou em torno da Ermida de Nossa Senhora das Mercês, um pequeno templo construído no cimo da então Caminho das Vinhas. O povoado em inícios do século XVIII, mais de dois séculos e meio após o início do povoamento do leste da Terceira, tinha apenas seis casas de habitação permanente, o que diz da dificuldade da fixação de população naquele lugar.
Aquela ermida, que ainda mantém na essência a sua estrutura arquitetónica original, fora edificada por volta de 1590, por iniciativa do padre Manuel Martins Coelho Baião, ao tempo vigário da freguesia da Ribeirinha, a cujo território o lugar então pertencia. O lugar era então desprovido de habitação permanente e a ermida, construída a expensas próprias do padre e sua propriedade, destinava-se apenas a celebrar missa durante o período das vindimas, quando os proprietários dos vinhedos ali existentes pernoitavam durante algumas semanas em abrigos improvisados ali construídos. Anexa à ermida está uma pequena construção que permitia a pernoita do padre.
A escolha de Nossa Senhora das Mercês como invocação da ermida não deixa de ser significativa num lugar então quase desabitado e aberto para o mar. A devoção àquela invocação mariana originou-se na Espanha e tinha sido popularizada pela ação dos frades da Ordem de Nossa Senhora das Mercês, fundada por São Pedro Nolasco. Era considerada protetora dos cristãos cativos dos mouros no Norte de África, principalmente os marinheiros e mercadores aprisionados por corsários sarracenos. Era também padroeira de diversas confrarias, formadas principalmente por escravos, os quais consideravam Nossa Senhora das Mercês padroeira da sua libertação.
Sem quaisquer fontes de água potável facilmente acessíveis, o lugar manteve-se esparsamente povoado até ao início do século XIX, quando a expansão do uso de cisternas, a valorização do vinho e a abertura da estrada real facilitaram a fixação de mais famílias e o lugar foi ganhando progressivamente vida própria. Nesse período, a ermida, que entretanto tinha passado à posse da família Toste Parreira, constituiu-se como o centro da vida comunitária do lugar, embrião da atual freguesia da Feteira.
Em 10 de setembro de 1863 o lugar da Feteira foi elevado a curato sufragâneo da paroquial de São Pedro da Ribeirinha, tendo a pequena Ermida de Nossa Senhora das Mercês como local de culto. Ao tempo o local teria cerca de 300 habitantes permanentes. Foi primeiro cura o padre Domingos Correia de Ávila.
A ermida, que ao tempo era propriedade de Inácio Toste Parreira, era demasiado pequena para nela se instalar o Santíssimo Sacramento em sacrário permanente, o que obrigava a recorrer à paroquial da Ribeirinha sempre que algum enfermo necessitasse de comungar. Em consequência, logo após a elevação a curato surgiu a vontade de construir uma igreja com dimensões adequadas, sendo intenção ampliar a ermida. Contudo, o proprietário opôs-se à ideia e não cedeu o terreno para a construção. Perante a recusa, e porque tinha acabado de ser construída a nova estrada real ligando Angra à Vila São Sebastião sem recurso à antiga estrada litoral, foi resolvido construir a nova igreja junto àquela estrada, no local onde o Caminho das Vinhas (hoje Canada das Mercês) nela desembocava.
Em consequência dessa opção, após a construção da nova igreja, hoje a Igreja de Nossa Senhora da Consolação, inaugurada em 1868, a ermida deixou de ter funções públicas, ficando a cargo dos seus proprietários. A mudança de orago da igreja paroquial resultou de Inácio Toste Parreira não ter autorizado a transferência da imagem de Nossa Senhora das Mercês, que o povo almejava para padroeira. A solução foi aceitar, aquando da inauguração da igreja paroquial, a oferta de uma imagem de Nossa Senhora da Consolação, oferecida por Maria Luísa Guedes Sampaio, ao tempo viúva de Diogo Labatt. Contudo, a benfeitora impôs como condição que a imagem mantivesse a invocação, o que obrigou a mudar a invocação da igreja. Contudo, o orago do curato, hoje freguesia, manteve-se como Nossa Senhora das Mercês, pois a Santa Sé não autorizou a mudança.
A construção da ermida do curato, futura igreja paroquial, atualmente conhecida por Igreja de Nossa Senhora da Consolação, iniciou-se pouco depois da publicação do decreto que criou o curato. Para o efeito, o governador civil do Distrito de Angra do Heroísmo, cargo ao tempo exercido por Jácome de Ornelas Bruges de Ávila Paim da Câmara, o 2.º conde da Praia, nomeou uma comissão de angariação de fundos composta por elementos da freguesia e algumas figuras gradas da cidade de Angra. O presidente desta comissão era o padre António Joaquim Borges, vigário do Cabo da Praia.
Contudo, apesar dos esforços da comissão, em 1866 as obras paralisaram por falta de fundos, estando apenas erguidas as paredes. Nesse ano foi nomeado 5.º cura da localidade, o padre António Augusto da Silveira, que achando a obra naquele impasse desenvolveu por toda a ilha uma intensa campanha de recolha de fundos, conseguindo o reinício da obra, conseguindo que dois anos depois, a 20 de Maio de 1868, véspera da Quinta-feira da Ascensão, fosse feita a solene bênção do templo, em cerimónia a que assistiu o governador civil, ao tempo novamente Jácome de Ornelas Bruges de Ávila Paim da Câmara. A primeira missa foi celebrada naquela igreja no dia seguinte, 21 de Maio de 1868.
Apesar de aberta ao culto, a igreja estava incompleta e despida, nem tendo torre sineira definitiva, a qual só ficou concluída em 1877, data que ostenta inscrita na sua fachada. A construção da sineira beneficiou de um subsídio público de 300$000 (trezentos mil réis fortes), a que se juntaram os valiosos donativos dos emigrantes terceirenses radicados na cidade do Rio de Janeiro e o produto de uma coleta realizada em toda a ilha. O dinheiro assim recolhido permitiu, para além da construção da sineira, adquirir um sino, que substituiu o pequeno sino que fora dos paços do concelho da Vila de São Sebastião e que havia sido oferecido à Feteira pela Câmara de Angra, e construir a tribuna em madeira localizada sobre a porta de entrada. As alfaias foram adquiridas em 1878, mediante um subsídio de 60 mil réis da Junta da Bula da Santa Cruzada, e o guarda-vento foi construído em 1881, por aplicação de um legado deixado à ermida por José Narciso Parreira. Só nesse anto ficou completa a igreja.
O templo mantém os traços originais, apesar do estragos que sofreu aquando do terramoto de 1 de Janeiro de 1980, já que na sua reparação se optou pelo respeito pela traça preexistente. Também a Ermida de Nossa Senhora das Mercês, o pequeno edifício dedicado a Nossa Senhora das Mercês construído por volta do ano de 1590, apesar de sido alvo de algumas alterações aquando de obras de manutenção mantém na essência a simplicidade da sua traça primitiva.
Construído o seu templo e acrescentada a sua população, em parte devido à resolução em 1878 do problema da falta de água devido à construção de uma adutora que trouxe água desde as nascentes do Cabrito. O encanamento, com mais de 7 km de comprimento, foi construído em regime de faxinas pelo povo da então freguesia da Ribeirinha (que incluía a atual Feteira), servindo para abastecer a parte leste da Ribeirinha, a Ladeira Grande e a Feteira. Como o povo da Feteira foi o que mais se empenhou nesta construção, gozou dos primeiros três chafarizes construídos, os quais entre 1878 e 1955 foram as únicas fontes de água para consumo humano disponíveis na freguesia.
Já com uma razoável população, os desejos de autonomia da Feteira foram satisfeitos por Decreto de 30 de Novembro de 1906, que elevou o curato a freguesia independente. A paróquia foi provida do seu primeiro pároco por provisão do bispo D. José Correia Cardoso Monteiro, datada de 11 de Maio de 1907. O último cura do lugar, o padre Manuel Soares Barbosa, foi nomeado primeiro pároco da nova freguesia.
No processo de constituição da nova freguesia hou alguns desentendimentos, já que o projeto inicial incluía na nova paróquia o lugar da Ladeira Grande, mas os habitantes deste preferiram manter-se ligados à Ribeirinha. Por essa razão, a delimitação a oeste da nova freguesia foi problemática, optando-se por incluir apenas as últimas casas da Ladeira Grande, criando-se uma divisória que não segue qualquer acidente natural de relevo. No flanco leste, a nova freguesia incluiu uma parte considerável de terrenos que pertenciam à freguesia do Porto Judeu, já que a antiga divisória entre freguesias, e entre concelhos, pois o limite oriental da Ribeirinha fora durante séculos termo do concelho de Angra com o extinto concelho de São Sebastião, ficava na zona da Canada do Parada. Essa anexação também causou descontentamento no Porto Judeu, o que está na origem do Decreto de 28 de Janeiro de 1911, publicado já após a implantação da República Portuguesa, que alterou aquele limite, dando à Feteira, em troca da faixa entre a Canada do Parada e a Canada do Colério (ou do Clero), jurisdição sobre os ilhéus das Cabras. Reflexo das pressões exercidas pelo Porto Judeu, o diploma foi revogado e repristinado em 1913, vigorando até 1928, ano em que o governo da Ditadura Nacional saída do Golpe de 28 de Maio de 1926, pelo Decreto n.º 15435, de 9 de Maio de 1928, devolveu os ilhéus das Cabras ao Porto Judeu e reintegrou na Feteira o trecho entre as Canadas do Parada e do Colério (ou Clero).
O passo dos melhoramentos materiais na nova freguesia não foi rápido: logo em 1906 foi inaugurado um posto dos correios; a 4 de Abril de 1931 foi inaugurada a distribuição de eletricidade, sendo uma das primeiras freguesias rurais a beneficiar desse melhoramento; em 3 de Junho de 1939 foi criada a Casa do Povo da freguesia, a qual iniciou funções em 1 de Janeiro de 1940 e teve a sua sede própria inaugurada a 3 de Outubro de 1964; a 20 de Maio de 1955 foi inaugurada o edifício escolar da freguesia, com duas salas de aula, integrada no chamado Plano dos Centenários, albergando a partir dessa data, e até à sua extinção em 2010, a escola da freguesia, que havia iniciado o seu funcionamento a 19 de Janeiro de 1906 em casas arrendadas; em 30 de Abril de 1955 foi inaugurada a nova adutora trazendo, agora sob pressão, água do Cabrito até aos chafarizes e torneiras da freguesia, mas apesar disso só na década de 1980 foi construída a moderna rede de distribuição domiciliária, agora parte do Sistema Ribeirinha-Cabo da Praia; e o passal ficou concluído em 1965, substituindo o anterior, que fora adquirido em 1951. Entre 1933 e 1939 existiu na freguesia um Sindicato Agrícola, integrado naquele ano no Grémio da Lavoura do Distrito de Angra do Heroísmo. A Junta de Freguesia foi das primeiras a ter uma biblioteca popular em colaboração com a autarquia angrense e depois com a Fundação Calouste Gulbenkian.
A escola primária da freguesia, apesar de ampliada em 2001, viria a encerrar em 2011, em resultado da reestruturação da rede escolar da ilha, sendo os seus alunos integrados na Escola Básica Integrada Francisco Ferreira Drummond, na vila de São Sebastião.
Esta freguesia tem dois Impérios do Espírito Santo, um na Canada das Vinhas e outro na Ponta Nova, edificados respetivamente em 1921 e 1928, ambos em alvenaria de pedra, sendo dos mais vistosos e melhor decorados da ilha. Tem ainda uma banda filarmónica, a Filarmónica de Nossa Senhora das Mercês, e no seu território, num antigo posto de recolha de leite, funciona a sede da Associação de Columbofilia da Terceira. Na zona do Barro Vermelho, o Aeromodelismo Terceira Clube opera um campo de voo, constituído por duas pistas em terra batida, uma orientada norte-sul, com 120 m de comprimento e 15 m de largura, e outra orientada este-oeste, com 100 m de comprimento 100m e 15 m de largura, destinadas àquele desporto. Desde Dezembro de 2012 que a Junta de Freguesia dispõe de uma quinta pedagógica, a Quinta Pedagógica da Feteira, no Caminho da Esperança.
Na Feteira existe algum comércio e alguma indústria. No seu território operou durante décadas o maior sucateiro da ilha.

### Cronologia
- 1590 — construção da Ermida das Mercês.
- 1863 — 10 de setembro – elevação da Feteira a curato.
- 1868 — 20 de maio - inauguração da Igreja de Nossa Senhora da Consolação da Feteira.
- 1906 — 30 de novembro - elevação da Feteira a freguesia.
- 1921 — fundação do Império do Espírito Santo das Mercês, Freguesia da Feteira.
- 1928 — 9 de maio - publicado o Decreto n.º 15435, de 9 de Maio de 1928, que fixa os atuais limites da freguesia.
- 1980 — 1 de janeiro - o Terramoto de 1 de Janeiro de 1980 causa grandes estragos na Igreja de Nossa Senhora da Consolação e em muitas habitações da Feteira.

## Património natural
- Galerias da Feteira – Ficam localizadas nos Picos Geraldes do Magina e do Vima, com cerca de 100 metros cada uma, constituídas por tubos na área da freguesia.
- Gruta Brisa Azul, galeria formada pela erosão na face norte do Ilhéus das Cabras sendo que o mais pequeno tem uma extensão de 50 metros.
- Gruta das Mercês, galeria formada por um tubo de lava na Canada das Mercês, com 69 metros de extensão.
- Gruta do Zé Grande, galeria com 31,6 metros de extensão, formada por um tubo de lava, localizada na Serretinha.
- Zona de Proteção Especial do Ilhéu das Cabras localizada nos Ilhéus das Cabras, criada para proteção das aves, com 28 hectares de superfície.
- Baía das Pontas.
- Água Doce (Feteira).
- Fajã do Peixe

## Património construído
- Igreja de Nossa Senhora da Consolação
- Ermida de Nossa Senhora das Mercês
- Ermida de Nossa Senhora da Esperança
- Império do Espírito Santo das Mercês
- Império do Espírito Santo da Feteira
- Miradouro da Amoreira
- Miradouro da Serretinha

## Logradouros
- Ao Marco
- Ao Moinho
- Aos Sete
- Caminho da Serretinha
- Caminho do Rei
- Caminho da Adelaide
- Caminho da Escola (Feteira)
- Caminho da Esperança
- Caminho da Furna
- Caminho da Junta
- Caminho da Lajinha
- Caminho da Pereira
- Caminho da Praia
- Caminho das Aldinhas
- Caminho das Fontes
- Caminho das Mercês
- Caminho das Terras
- Caminho das Trinchas
- Caminho das Vinhas
- Caminho do Clérigo
- Caminho do Machadinho
- Canada do Marco
- Canada do Moinho
- Canada do Morgado
- Canada do Outeiro
- Canada do Parado
- Canada do Saco
- Canada dos Cinco
- Estrada Corrente (Feteira)
- Largo da Igreja (Feteira)
- Largo das Mercês

## Subdivisões
- Carvãozinho
- Charcão
- Espalha Ventos
- Covões (Feteira)
- Cruz das Almas (Feteira)
- Marco Velho
- Terreiro da Légua
- Trinchais
- Serretinha
- Fonte (Feteira)
- Galhardo
- Lajinha (Feteira)
- Lagedo